# Varadka
Varadka je obec na Slovensku v okrese Bardejov ležící na hranici s Polskem. Žije zde 248 obyvatel, první písemná zmínka pochází z roku 1470. Nachází se zde dřevěný pravoslavný (do roku 2000 řeckokatolický) Chrám Ochrany Přesvaté Bohorodičky z roku 1924, který je národní kulturní památkou Slovenské republiky.